# Persipura Jayapura
Persatuan Sepak Bola Indonesia Jayapura známý jako Persipura Jayapura je fotbalový klub z indonéského města Jayapura (provincie Papua) založený roku 1963. Letopočet založení je i v klubovém emblému. Má přezdívku Mutiara Hitam (černá perla). V roce 2014 hrál nejvyšší indonéskou ligu Liga Super Indonesia (sezóna 2015 byla zrušena). Domácím hřištěm je Stadion Mandala s kapacitou 30 000 míst.

## Úspěchy
- Liga Super Indonesia – 3× vítěz (2009, 2011, 2013)[3]
- Liga Indonesia – 1× vítěz (2005)[3]